# Готтард Заксенберг
Готтард Заксенберг (нім. Gotthard Sachsenberg; 6 грудня 1891 — 23 серпня 1961, Бремен) — німецький льотчик-ас, політик і підприємець, корветтен-капітан крігсмаріне. Кавалер ордена Pour le Mérite.

## Біографія

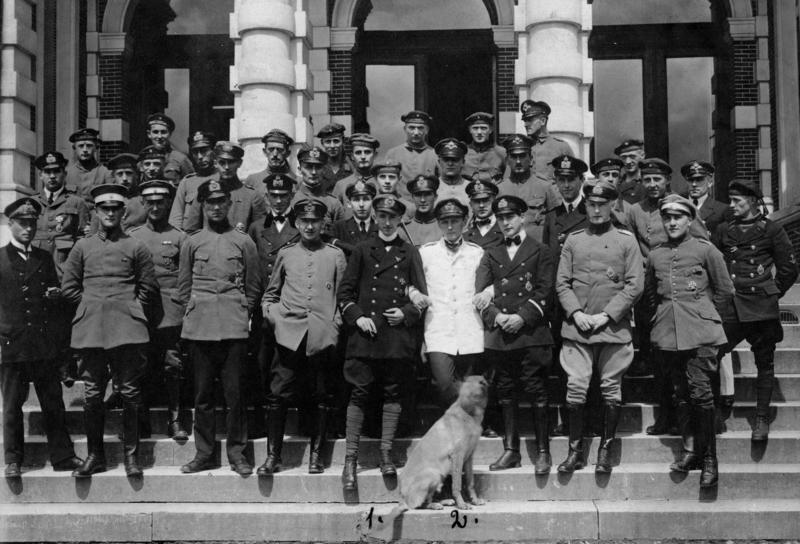
Пілоти морського авіаційного загону. Заксенберг — в білій формі (вересень 1918).

Син таємного комерційного радника, доктора інженерних наук Готтарда Заксенберга. Після отримання початкового освіти, навчався в гімназії в Айзенаху. Потім готувався до вступу в університет. Його спеціалізацією була економіка.
1 квітня 1913 рок вступив кадетом в Імператорські військово-морські сили Німеччини і проходить підготовку на крейсері SMS Hertha. У 1914 році переведений на броненосець SMS Pommern.

### Перша світова війна
Коли почалася Перша світова війна, Готтард вважав за краще стати повітряним спостерігачем, тому в грудні 1915 року перевівся в морську авіацію і отримав призначення в 2-й морський польовий авіазагін (Marine FA 2, MFA 2), який діяв вздовж бельгійського узбережжя. Заксенберг служив інструктором в групі спостерігачів, коли було задоволено його прохання про направлення на навчання, необхідне для отримання кваліфікації пілота-винищувача.
Пройшовши курс підготовки у винищувальному училищі в Мангаймі, Заксенберг повернувся в свою стару частину, в Маріакерку, щоб літати на винищувачі Fokker Е.III. Основним завданням Заксенберга було прикриття літаків-розвідників від ворожих винищувачів. В цей час він подружився зі своїм колишнім однокласником Теодором Остеркампом, який в MFA 2 був льотчиком спостерігачем. Він домігся переведення друга у винищувальну авіацію і той згодом також став відомим асом.
Після того як в німецькій морської авіації сформували винищувальні частини, командиром першої такої частини призначили Заксенберга. З 1 лютого 1917 року по 2 вересня 1918 року командував 1-м морським польовим загоном винищувачів (Marine Feld Jagdstaffel 1, MFJ I).
1 травня 1917 року Заксенберг заявив про себе як льотчик-винищувач: збив 2 бельгійських літака. 5 червня 1917 року збив 5 літак і, таким чином, став льотчиком-асом. 20 серпня 1917 року Заксенберг отримав Лицарський хрест ордена Будинку Гогенцоллернів з мечами, до цього часу його рахунок становив шість збитих літаків.
Бачачи успіхи 1-го морського польового загону винищувачів, командування вирішило створити і другий такий загін, на чолі якого поставили Теодора Остеркампа. 1-й і 2-й польові загони діяли у Фландрії, і ці загони вирішили об'єднати в групу (Marine Jagdgruppe I), яку очолив Заксенберг.
Всього за час бойових дій здобув 31 повітряну перемогу.
Заксенберг літав на різних типах літаків: Fokker Е.III, Albatros D.III, Albatros D.V, Fokker D.VII і Fokker E.V. До того, як Заксенберг став асом, його літаки не чим не виділялися, потім стали відрізняться від інших: його особистим знаком були жовті і чорні квадрати навколо фюзеляжу.

### Боєць Фрайкору
Після війни Заксенберг літав на Балтиці в складі морського Фрайкора.
У 1919 році в Латвії були створені добровольчі формування місцевої самооборони, що складаються з балтійських німців і колишніх військовослужбовців німецької армії. При 1-й резервній Гвардійській дивізії було створено повітряний підрозділ, названий бойовою ескадрою Заксенберга. Цей полк був сформований на базі демобілізованого польового полку морської авіації. У нього входили 3 ескадрильї посиленого складу: FA 413 (розвідувальна), FA 416 (винищувальна) і FA 417 (штурмова). Крім Заксенберга, в полку служили такі знамениті аси, як Йозеф Якобс (47 повітряних перемог) і Теодор Остеркамп. Всього ж «команда Заксенберга» налічувала понад 50 досвідчених пілотів і спостерігачів і 650 чоловік обслуговуючого персоналу.
Матчастина також була «на рівні»: 30 екіпажів літали на новітніх суцільнометалевих монопланах Junkers D-I і Junkers CL-I. Ці машини надійшли на озброєння німецьких ВПС в самому кінці Світової війни і ледь встигли взяти участь в боях на Західному фронті. Крім того, в полку були і «традиційні», але добре зарекомендовані дерев'яні біплани Halberstadt, DFW, LVG і Rumpler. Були також винищувачі Fokker D.VII і Fokker D.VIII.
Сам Заксенберг писав, що тільки завдяки феноменальній на ті часи витривалості дюралюмінієвих «Юнкерсів» його полку вдалося безперебійно «відпрацювати» в Прибалтиці кілька місяців, незважаючи на постійну сирість, дощі і сльоту. Апарати ж з полотняною обшивкою в таких умовах приходили в непридатність через 2-3 тижні.
До 23 березня 1919 року центральною базою авіаполку був аеродром в Вайноді (на захід від Лібави), де з часів Світової війни збереглися величезні елінги для дирижаблів. Заксенбергівці використовували їх в якості літакових ангарів. Звідти, потім з Альт-Ауца і Петерсфельда (на південь від Добеле) німецькі льотчики здійснювали польоти на розвідку і бомбардування радянських військ. У серпні 1919 року авіаполк Заксенберга налічував 32 літака, які дислокувалися в Петерсфельді. Наскільки відомо, в ході боїв вони втратили принаймні ц «Юнкерса», захоплені підрозділами Червоної армії.
Після закінчення боїв морського Фрайкору на Балтиці Заксенберг спочатку займався облаштуванням долі своїх колишніх товаришів по зброї, в їх переході до цивільного життя. Потім він приєднався до професора Гуго Юнкерса, і разом вони створюють авіакомпанію «Аеро Ллойд» (Lloyd Ostflug GmbH) в Кенігсберзі. У цій компанії Заксенберг працює в якості Виконавчого директора.

### Депутат Рейхстагу
У 1920-х роках Готтхард Заксенберг став членом Партії економіки. У травні 1928 року він був обраний в німецький Рейхстаг, як кандидат від Партії економіки, до липня 1932 році Заксенберг був членом Рейхстагу, також періодично виступав в якості члена транспортного комітету. У парламенті він представляв виборчий округ Берслау і Легніца, відстоював анти-нацистські і пацифістські погляди.
Заксенберг написав і опублікував газетні статті, в яких засуджував нарощування військової потужності Німеччини та підготовку її до війни. Особливо його хвилювало створення люфтваффе. Він передбачав, що в майбутньому, це зможе принести війну на німецькі землі і в кожну німецьку родину.

### Заксенберг-суднобудівник
У 1934 році Заксенберг заснував свою власну суднобудівну верф «Компанія братів Заксенберг» (Gebrüder Sachsenberg A.G.), на якій в подальшому будуть будувати судна на підводних крилах. Крім того, він був одним з ініціаторів створення Німецького Зеленого Хреста, а також одним із засновників групи з вивчення біології і біологічних добавок до їжі.
У липні 1934 року за наказом міністра авіації Германа Герінга його заарештовують, а потім кілька тижнів утримували у концтаборі Ліхтенбург. Пізніше у нього ще не раз виникали розбіжності з нацистським керівництвом, приводом для них було не бажання Заксенберга будувати на своїх підприємствах військову техніку.
Разом з бароном Гансом фон Шертелем заснував фірму «Синдикат суден на підводних крилах Шертеля-Заксенберга», яка спеціалізувалася на проектуванні судів, кораблів і катерів з гідродинамічним принципом підтримки на плаву
Перший катер фірми пройшов випробування в серпні 1938 року. Це було пасажирське річкове судно довжиною 9.5 м і масою 2.8 т, з мотором потужністю 150 к.с., яке розвивало швидкість 40 вузлів. Катер використовувався до 1945 року.
У червні 1939 року флот замовив у верфі «Заксенберг»100-тонне судно на підводних крилах. Однак для розробки детального проекту такого великого корабля було потрібно багато часу, до того ж і двигунів не вистачало, тому коли почалася війна, контракт скасували.
Катер менших розмірів, проект якого запропонувала фірма «Шертель-Заксенберг», передбачалося використовувати як палубний торпедний катер для рейдера. Проект відкинули через те, що нібито на палубах цих судів надто мало місця. Цей аргумент не переконливий, бо в той же самий час, саме з цією метою флот замовив малі катери LS традиційної схеми.
У роки Другої світової війни фірмою, в числі іншого, було спроектовано кілька підводних апаратів і катерів з зарядом вибухової речовини.
1 лютого 1941 року Заксенберг переданий в розпорядження крігсмаріне, згодом призначений керівником ремонтних робіт в Миколаєві.
Після війни верфі і офіс фірми, при окупації Дессау, були захоплені радянськими військами.
Після закінчення війни в 1945 році Заксенберг переселився в Західну Німеччину і присвятив себе разом з колишніми співробітниками будівництву різних підприємств в Швейцарії і в Бремені. Його фірми займалися будівництвом кораблів і човнів.
Фон Шертель за допомогою Заксенберга перебрався до Швейцарії, де ними була заснована компанія «Супрамар» (Supramar). У 1952 «Супрамар» побудував перше в світі комерційне судно на підводних крилах. Воно отримало позначення PT 10 і назва Freccia d'Oro. Це судно здійснювало рейси по озеру Лаго-Мажор між Локарно (Швейцарія) і Стресою (Італія).
Першим пасажирським судном на підводних крилах, що пішли в серію, став тип PT 20. З 195-х років ці судна будувалися за ліцензією «Супрамар» фірмою «Родрігез» (Rodriquez) в Італії. «Родрігез» почали будівництво PT 20 в 1955 році. Перший PT 20 став до ладу в 1956 році. Це судно, яке отримало назву Frecia del Sole, використовувалося як пором через Мессинську протоку. Воно стало першим судном на підводних крилах, яке отримало дозвіл на використання в морі.
Концепція суден на підводних крилах поступово поширилася по всьому світу, але Заксенберг цього вже не побачив, оскільки помер від серцевого нападу.

## Нагороди
- Залізний хрест
  - 2-го класу
  - 1-го класу (серпень 1915)
- Знак спостерігача морської авіації (Пруссія)
- Знак пілота ВМФ
- Ганзейський Хрест (Гамбург)
- Хрест Фрідріха
- Королівський орден дому Гогенцоллернів, лицарський хрест з мечами (20 серпня 1917) — за 6 повітряних перемог.
- Військовий Хрест Фрідріха-Августа (Ольденбург) 2-го і 1-го класу (27 квітня 1918)
- Орден Альберта Ведмедя, лицарський хрест з мечами — представлений 1 червня 1918 року.
- Pour le Mérite (25 серпня 1918)
- Фландрійський хрест
- Балтійський хрест
- Почесний хрест ветерана війни з мечами